# 永坂悠
永坂 悠（ながさか ゆう、1980年5月25日 - ）は、日本の元ストリッパー。
神奈川県出身。身長168cm、スリーサイズ はB85cm・W60cm・H86cm。血液型はA型。

## 略歴
ストリップに興味を持ち、実際にステージを見学したところ「すごく綺麗だった」とのことで、2002年7月21日、川崎ロック座でストリッパーとしてデビュー。
2005年3月、引退。

## 人物
趣味は格闘技（プロレスなど）観戦。
好きな物は菓子などの甘い物、パン、お茶、水、犬、シャネル。